# Baldwin (Pennsylvania)
Baldwin ist eine Gemeinde (Borough) im Allegheny County im US-Bundesstaat Pennsylvania. Laut Volkszählung im Jahr 2020 hatte sie eine Einwohnerzahl von 21.510 auf einer Fläche von 15,2 km². Sie ist Teil der Metropolregion Pittsburgh.  

## Geschichte
Balwin wurde nach Henry Baldwin (1780–1844) benannt, einem US-Kongressabgeordneten aus Pennsylvania und stellvertretenden Richter des Obersten Gerichtshofs. Baldwin wurde am 27. Oktober 1950 aus Teilen des Baldwin Township gegründet.

## Demografie
Nach einer Schätzung von 2019 leben in Baldwin 19.767 Menschen. Die Bevölkerung teilt sich im selben Jahr auf in 83,2 % Weiße, 8,1 % Afroamerikaner, 6,3 % Asiaten und 1,9 % mit zwei oder mehr Ethnizitäten. Hispanics oder Latinos aller Ethnien machten 2,0 % der Bevölkerung aus. Das mittlere Haushaltseinkommen lag bei 65.420 US-Dollar und die Armutsquote bei 6,7 %.